# Froilán Robles Zelada
Roberth Froilán Robles Zelada (Cerro de Pasco, 4 de mayo de 1968)  es un contador público y político peruano. Fue consejero regional de pasco entre 2015 y 2018 y alcalde del distrito de Simón Bolívar que forma parte del área metropolitana de la ciudad de Cerro de Pasco.
Nació en Cerro de Pasco, Perú, el 4 de mayo de 1968 hijo de Mario Robles Atencio y Nemesia Zelada Rojas. Cursó sus estudios primarios y secundarios en su ciudad natal. Entre 1986 y 1991 cursó estudios superiores de contabilidad en la Universidad Nacional Daniel Alcides Carrión de esa ciudad.
Su primera participación política se dio en las elecciones municipales de 1993 en las que es elegido regidor del distrito de Simón Bolívar por la Izquierda Unida siendo reelegido en 1995. En las elecciones municipales de 1998 tienta por primera vez la alcaldía de ese distrito sin éxito, siendo elegido para ese cargo en las elecciones municipales del 2002. En las elecciones municipales del 2006 compite sin éxito por la alcaldía provincial y en las elecciones del 2010 intenta sin éxito su reelección para la alcaldía de Simón Bolívar. Participa en las elecciones regionales del 2014 como candidato consejero regional por la provincia de Pasco obteniendo la representación. En las elecciones regionales del 2018 fue candidato a vicegobernador del Gobierno Regional de Pasco junto al candidato a gobernador regional Miguel Ángel Quispe Palomino por el Frente Andino Amazónico quedando en el quinto lugar con el 8.897% de los votos.